# MANTIS (Flugabwehrsystem)
Das MANTIS, ehemals auch Nächstbereichschutzsystem C-RAM (NBS C-RAM), ist ein stationäres Luft-Nahbereichs-Flugabwehrsystem (englisch Short Range Air Defense, kurz SHORAD). Neben den klassischen Zielen der Flugabwehr, wie Flugzeugen und Hubschraubern, kann es sowohl gegen kleine Ziele wie Drohnen/UAVs und Lenkwaffen als auch gegen sogenannte RAM-Ziele (Raketen, Artilleriegeschosse und Mörser) eingesetzt werden. C-RAM ist dabei die international gebräuchliche Abkürzung für Counter-Rocket, Artillery and Mortar.
Der Name MANTIS setzt sich zusammen aus den Anfangsbuchstaben der englischsprachigen Bezeichnung Modular, Automatic and Network capable Targeting and Interception System, welches die grundlegenden Eigenschaften des Systems beschreibt.
Rheinmetall Air Defence vermarktet das System international unter der geschützten Bezeichnung MANTIS NBS C-RAM.

## Entwicklung
Die Bundeswehr testete das modulare Flugabwehrwaffensystem Skyshield im Dezember 2004 auf dem Flugzielschießplatz in Todendorf. Aufgrund guter Ergebnisse wurde anschließend mit der Weiterentwicklung begonnen.
Im März 2007 beauftragte die Bundeswehr das Unternehmen Rheinmetall Air Defence (vormals Oerlikon Contraves) mit der Entwicklung eines Nächstbereichschutzsystems (NBS) gegen RAM-Ziele. Anlass waren diverse Angriffe mit Raketen und Mörsergranaten auf die Feldlager der deutschen Bundeswehr in Masar-e Scharif und Kundus (Afghanistan). Der Auftragswert der Entwicklung betrug 48 Millionen Euro und wurde im April 2007 im Koblenzer Bundesamt für Wehrtechnik und Beschaffung unterzeichnet. Auf Basis des von Oerlikon Contraves bereits seit Jahrzehnten für die Flugabwehr genutzten 35-mm-Maschinenkanonenkalibers und der dafür verfügbaren AHEAD-Munition entwickelte die Rheinmetall Air Defence die 35-mm-Revolverkanone GDF 020, ein Feuerleitradar sowie eine Kommandozentrale.

## Geschichte
Im Mai 2009 beschloss der Haushaltsausschuss des Deutschen Bundestages die Beschaffung von zwei NBS-C-RAM-Systemen zu einem Gesamtpreis von 136 Millionen Euro für die Bundeswehr. Sie wurden im Mai 2013 ausgeliefert.
Im Zusammenhang mit dem russischen Überfall auf die Ukraine ab dem 24. Februar 2022 stellte im Dezember 2022 Christine Lambrecht, damals Bundesverteidigungsministerin im Kabinett Scholz, der Slowakei die Lieferung dieser beiden Systeme in Aussicht. Im Februar 2023 wurde bekannt, dass die beiden in Aussicht gestellten Systeme der Slowakei überlassen werden und am 24. Oktober des gleichen Jahres erfolgte die offizielle Übergabe an die slowakischen Streitkräfte.

## Aufbau
Das Flugabwehr-Waffensystem MANTIS ist modular auf die Größe und die Umgebung eines Schutzobjektes flexibel anpassbar und besteht im Kern aus einer Bedien- und Feuerleitzentrale (BFZ), zwei Radar-Sensoren sowie bis zu acht angeschlossenen GDF-020-Geschützen (bis zu vier Geschütze je Sensor). Die Einbindung von MANTIS in das „System Flugabwehr“ (SysFla) ist angedacht.

### Bedien- und Feuerleitzentrale (BFZ)
Die BFZ ist in einem ausziehbaren Container (Drei-in-ein-Container) der steep GmbH (ehemals Serco GmbH) untergebracht und ist im Schichtbetrieb rund um die Uhr (24/7) jeweils mit vier Soldaten besetzt, wobei drei Soldaten für die Überwachung der Luftraumlage sowie zur Waffen- und Sensorbedienung eingesetzt werden und dabei von einem Kommandanten geführt werden. Die Bedienung des Systems erfolgt in weiten Teilen automatisiert.
Aufgrund rechtlicher Vorgaben – den sogenannten Rules of Engagement – ist eine vollautomatische Bekämpfung von Zielen nicht vorgesehen, die Bedienung durch den Menschen ist aus Sicherheitsgründen unverzichtbar. Die erforderlichen Reaktionszeiten zur Bekämpfung von RAM-Zielen stellen dabei die eigentliche Herausforderung für die Besatzung der BFZ dar.
Die BFZ kann mit verschiedenartigen Daten- und Kommunikationsverbünden vernetzt werden, um die Situationswahrnehmung zu verbessern und anfliegende Luftkriegsmittel für eine erfolgreiche Bekämpfung rechtzeitig erkennen, verfolgen und vermessen zu können. Die Bundeswehr plant deshalb, ergänzend zum MANTIS-Sensor ein Mittel-/Weitbereichsradar an die BFZ anzubinden.

### Sensoreinheit NBS
Für eine erfolgreiche RAM-Bekämpfung ist MANTIS an mindestens einen Radarsensor angeschlossen, der vor allem darin optimiert wurde, Ziele zu detektieren und zu verfolgen, deren Radarquerschnitt (RCS/Radar Cross Section) sehr klein ist. Das MANTIS-Radar soll in der Lage sein, Ziele mit einem RCS deutlich unter 0,01 m² auf Entfernungen von bis zu etwa 20 km erfassen zu können. Ein oder mehrere weitere Sensoren dienen lediglich als Redundanz, zum Schließen von Lücken in der Radarabdeckung (Radarschatten) oder zur Tiefenstaffelung der Zielsuche.

### 35-mm-Geschütz GDF 020
Die GDF-020-Revolverkanone, welche auf der  Rheinmetall KDG-Revolverkanone basiert, ist ein einläufiges, unbemanntes Flugabwehrgeschütz mit Kaliber 35 × 228 mm. Das Geschütz steht auf einer Plattform im Container/Palettenstandard ISO 1D mit einer Bodenaufstandsfläche von 2988 mm × 2435 mm und kann als solches auf geeignete Fahrzeuge verladen werden. Das Geschütz hat eine Gesamtlänge von 5526 mm, ist 2435 mm breit und 2088 mm hoch. Die Masse beträgt 5350 kg beziehungsweise mit Munition 5800 kg. Der horizontale Schwenkbereich beträgt 360°, die Rohrerhöhung −15° bis +85°. Die Kadenz beträgt 1000 Schuss pro Minute, sobald der Revolververschluss die volle Rotationsgeschwindigkeit erreicht hat, also nach wenigen Schüssen. Als C-RAM-System wird das Geschütz mit AHEAD-Munition (moderne Schrapnellmunition) geladen, deren Mündungsgeschwindigkeit etwa 1050 m/s beträgt. Die maximale Reichweite des Geschützes liegt bei 5 km gegen langsame oder nicht deutlich den Kurs ändernde Luftfahrzeuge und rund 3 km gegen Geschosse.
Das GDF-020-Geschütz ist mit einer Rohrschutzhülle ausgestattet, um einer Verformung des Geschützrohres durch Witterungseinflüsse (zum Beispiel Sonneneinstrahlung) vorzubeugen. Die Revolvertrommel kann darüber hinaus durch eine Heiz- und Kühleinrichtung beeinflusst werden. Mehrere Temperatursensoren messen fortlaufend die Temperaturen im Geschütz und geben diese Informationen an die BFZ weiter. Dies ist notwendig, um die erforderliche Präzision zu erzielen, die benötigt wird, um Klein- und Kleinstziele in mehreren Kilometern Entfernung treffen zu können.
Eine Zielbekämpfung erfolgt immer durch zwei Geschütze, wobei ein Geschütz ausreichen soll und das zweite lediglich als Redundanz feuert. Jedes Geschütz feuert in Salven mit bis zu 36 Schuss. Die Salvenlänge ist durch den Bediener konfigurierbar. Über die Nachladezeit der Ladestreifen (und damit Stillstandszeit) ist nichts bekannt.
Unmittelbar nach dem Verlassen des Rohres wird die Geschossgeschwindigkeit gemessen und der Zeitzünder im Boden des AHEAD-Geschosses programmiert. Missionsspezifisch gibt jedes AHEAD-Geschoss 10–30 m vor dem Zielobjekt eine große Anzahl 3,3 g schwerer Wolfram-Projektile frei, wodurch sich durch die Drallstabilisierung des Geschosses eine kleine Wolke formt, durch die das Zielobjekt zerstört oder zum Absturz gebracht werden soll.
Der größte Teil der Subprojektile verfehlt jedoch oder durchschlägt das Ziel und gefährdet dann gegebenenfalls Personen am Boden. Kopftreffer mit einem derart dichten 3,3-g-Projektil (entsprechend einem 5,56-mm-Sturmgewehrgeschoss) können tödlich sein. Dies erfordert Risikoabwägungen und die Errichtung von militärischen Sperrbereichen mit Betretungsverbot im Wirkbereich um die Geschütze oder unter Umständen die Sperrung von Winkelbereichen für das Abwehrfeuer.

## Einsatz
Mit Billigung des Bundesministers der Verteidigung Karl-Theodor zu Guttenberg vom 21. August 2010 wurde die Aufgabe Nächstbereichsschutz C-RAM/Feldlagerschutz einschließlich des Waffensystems MANTIS zum 1. Januar 2011 vom Heer an die Luftwaffe übertragen.
Im März 2011 wurde in Husum die Flugabwehrgruppe (jetzt FlaRakGrp 61) des Flugabwehrraketengeschwaders 1 in Dienst gestellt, die das Waffensystem Mantis bis 2023 betrieb. Zwischen Mai 2013 und Oktober 2023 war Mantis Bestandteil in der FlaRakGrp 61. 2023 wurden die letzten 2 Systeme an die Slowakei abgegeben.

## System Flugabwehr (SysFla)
Mit dem geplanten System Flugabwehr (SysFla) soll die Bundeswehr ein hochmodernes Flugabwehrsystem erhalten, das einen umfassenden Schutz der Soldaten im Einsatz gegen Bedrohungen aus der Luft gewährleisten soll. Das durch dieses System abgedeckte Spektrum wird von kleinen Zielen bis hin zu großkalibrigen Raketen und Flugkörpern sowie klassischen Zielen wie Hubschraubern und Kampfflugzeugen reichen.
Im Rahmen von SysFla sollen die Elemente von MANTIS in dieses integriert oder erweitert werden. Die Basiskonfiguration SysFla übernimmt das GDF-020-Geschütz, die Sensoreinheit NBS und auch die BFZ, wobei letztere eine Erweiterung zur Anbindung des Lenkflugkörper Neue Generation (LFK NG) sowie des Infrarot-Sensors FIRST erfahren soll.